# Schönwalde am Bungsberg
Schönwalde am Bungsberg ist eine amtsangehörige Gemeinde im Amt Ostholstein-Mitte im Kreis Ostholstein in Schleswig-Holstein.

## Geografie
Das Gebiet der Gemeinde Schönwalde am Bungsberg erstreckt sich im Bereich der genannten höchsten Erhebung Schleswig-Holsteins etwa 10 km nordöstlich von Eutin und 10 km nördlich von Neustadt in Holstein inmitten des Naturparks Holsteinische Schweiz. In der Gemeinde liegt der Mönchneversdorfer Teich.

### Ortschaften
Bungsberghof, Halendorf, Hobstin, Kniphagen, Langenhagen, Mönchneversdorf, Neu-Petersdorf, Rethwisch, Scheelholz, Stolperhufen und Vogelsang liegen im Gemeindegebiet.

## Geschichte

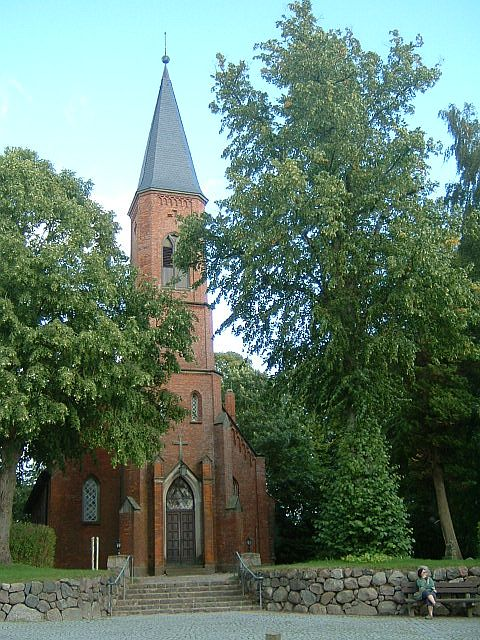
Kirche in Schönwalde

Der Ort und die Kirche wurden 1240 erstmals erwähnt.
Bis 1460 gehörte das gesamte Gebiet zum Kloster Cismar.
Seit dem Jahre 1954 verwendet die Gemeinde den Namenszusatz am Bungsberg.
Auch Gut Mönchneversdorf lag in Schönwalde.

## Politik

### Gemeindevertretung
Die Gemeindewahl am 14. Mai 2023 führte bei einer Wahlbeteiligung von 54,6 % (2018: 50,3 %) zu dem in den folgenden Diagrammen dargestellten Ergebnis.
| Gemeindewahl Schönewalde 2023 %6050403020100 57,2 %42,8 % CDUSPDGewinne/Verlusteim Vergleich zu 2018 %p 4 2 0 −2 −4−2,7 %p+2,7 %pCDUSPD | Sitzverteilung 2023 in der Gemeindevertretung SchönwaldeInsgesamt 17 Sitze - SPD: 7 - CDU: 10 |

### Wappen
Blasonierung: „Über grünem, mit einem goldenen Kleeblattkreuz belegtem Dreiberg in Silber ein grüner, aus vier Blättern und zwei Früchten symmetrisch angeordneter Eichenzweig, dessen obere Blätter eine rote Rose mit goldenem Butzen und grünen Kelchblättern einschließen.“

## Kultur und Sehenswürdigkeiten

### Pfadfinder
Wertvolle Jugendarbeit für Schönwalde und die umliegenden Gemeinden leistet der Verband Christlicher Pfadfinderinnen und Pfadfinder, VCP Schönwalde - Stamm Swentana. Die Stammesleitung besteht aus Nele Witt und Kristaps Grahl (Stand 2023).

### Dorfmuseum
In der ehemaligen Schule, die 1823 errichtet wurde, befindet sich heute das Dorf- und Schulmuseum, das auf der heimatkundlichen Sammlung der Schule aufbaut.

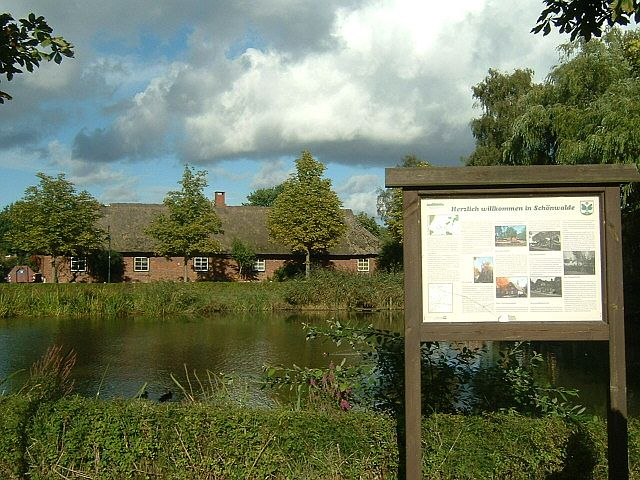
Dorfweiher in Schönwalde Mitte

## Verkehr
Etwa 10 km östlich verläuft die Bundesautobahn 1 von Lübeck in Richtung Fehmarn.

## Städtepartnerschaft
- Wandlitz in Brandenburg

## Söhne und Töchter (Auswahl)
- Justus Schmidt (1851–1930), in Hobstin geborener Lehrer und Botaniker
- Heinrich Hüttmann (1868–1928), Politiker (SPD), Reichstagsabgeordneter